# Мичай, Джойэнс
Джо́йэнс Ми́чай (англ. Joyance Meechai; род. 2 февраля 1979, Нью-Йорк, Нью-Йорк) — американская кёрлингистка.
В составе смешанной парной сборной США участник чемпионата мира 2014 (заняли  девятнадцатое место). Чемпион США среди смешанных пар.
В «классическом» кёрлинге (команда из 4 человек одного пола) в основном играет на позиции четвёртого. Скип команды.
Начала заниматься кёрлингом в 1999 в возрасте 20 лет.

## Достижения
- Чемпионат США по кёрлингу среди смешанных пар: золото (2014).

## Команды
| Сезон                                             | Четвёртый      | Третий             | Второй          | Первый                  | Запасной             | Турниры                            |
| ------------------------------------------------- | -------------- | ------------------ | --------------- | ----------------------- | -------------------- | ---------------------------------- |
| 2012—13                                           | Джойэнс Мичай  | Casey Cucchiarelli | Jenn Cahak      | Courtney Shaw           |                      |                                    |
| 2014—15                                           | Джойэнс Мичай  | Kim Rhyme          | Carol Strojny   | Katie Rhyme             | тренер: Bill Rhyme   | ЧСШАЖ 2015 (10 место)              |
| 2015—16                                           | Джойэнс Мичай  | Kim Rhyme          | Rebecca Andrew  | Katie Rhyme             |                      | ЧСШАЖ 2016 (6 место)               |
| Кёрлинг для смешанных команд (mixed curling)      |                |                    |                 |                         |                      |                                    |
| 2011—12                                           | Scott Edie     | Джойэнс Мичай      | Sean Murrey     | Rebecca Baxter Erickson |                      | ЧСШАСК 2012 (7 место)              |
| 2016—17                                           | Darrick Kizlyk | Джойэнс Мичай      | Justin Boshoven | Dena Rosenberry         |                      | ЧСШАСК 2017 (8 место)              |
| Кёрлинг для смешанных пар (mixed doubles curling) |                |                    |                 |                         |                      |                                    |
| 2011—12                                           | Джойэнс Мичай  | Майк Кальканьо     |                 |                         |                      | ЧСШАСП 2012 (13 место)             |
| 2013—14                                           | Джойэнс Мичай  | Стив Гебауэр       |                 |                         | тренер: Мэри Геммелл | ЧСШАСП 2014 · ЧМСП 2014 (19 место) |
| 2014—15                                           | Джойэнс Мичай  | Стив Гебауэр       |                 |                         |                      | ЧСШАСП 2015 (9 место)              |

(скипы выделены полужирным шрифтом)